# Fumiyuki Beppu
Fumiyuki Beppu (Chigasaki, 10 de abril de 1983) é um ciclista profissional japonês que corre na equipa estadounidense Trek-Segafredo. Seu irmão mais velho é o ciclista Takumi Beppu.
É profissional desde 2005 quando estreiou no Discovery Channel. Entre os seus resultados destacam o segundo numa etapa do Volta à Romandia no 2007, o prêmio da combatividade na última etapa do Tour de France em 2009 graças a uma boa escapada mas foi neutralizado junto a seus colegas de fuga a falta de 2 quilómetros e o prêmio da combatividade na etapa 18 da Volta a Espanha em 2016.

## Palmarés
2004
- 1 etapa do Giro do Vale de Aosta

2006
- Campeonato do Japão Contrarrelógio
- Campeonato do Japão em Estrada

2008
- Campeonato Asiático em Estrada

2011
- Campeonato do Japão Contrarrelógio
- Campeonato do Japão em Estrada

2014
- Campeonato do Japão Contrarrelógio

2016
- 3º no Campeonato Asiático em Estrada

2017
- 2º no Campeonato do Japão em Estrada

2018
- 2º no Campeonato Asiático em Estrada
- 2º nos Jogos Asiáticos em Estrada
- 3º nos Jogos Asiáticos Contrarrelógio

2019
- 3º no Campeonato do Japão Contrarrelógio

## Resultados nas Grandes Voltas e Campeonatos do Mundo
| Carreira               | 2005 | 2006 | 2007 | 2008 | 2009 | 2010 | 2011 | 2012 | 2013 | 2014 | 2015 | 2016 | 2017 | 2018 | 2019 |
| ---------------------- | ---- | ---- | ---- | ---- | ---- | ---- | ---- | ---- | ---- | ---- | ---- | ---- | ---- | ---- | ---- |
| Giro d'Italia          | -    | -    | -    | -    | -    | -    | 67º  | 121º | -    | 82º  | 117º | -    | -    | -    | -    |
| Tour de France         | -    | -    | -    | -    | 112º | -    | -    | -    | -    | -    | -    | -    | -    | -    | -    |
| Volta a Espanha        | -    | -    | -    | -    | -    | -    | -    | -    | -    | -    | -    | 120º | -    | -    | -    |
| Mundial em Estrada     | -    | 124º | Ab.  | -    | 57º  | 30º  | 120º | -    | -    | -    | Ab.  | Ab.  | -    | -    | -    |
| Mundial Contrarrelógio | 29º  | -    | 48º  | -    | -    | -    | -    | -    | -    | -    | -    | -    | -    | -    | -    |

-: não participa

Ab.: abandono

## Equipas
- Discovery Channel Pro Cycling Team (2005-2007)
- Skil-Shimano (2008-2009)
- Team RadioShack (2010-2011)
- Orica-GreenEDGE (2012-2013)
- Trek (2014-)
  - Trek Factory Racing (2014-2015)
  - Trek-Segafredo (2016-)